# Carrozzeria Ghia
Pour les articles homonymes, voir Ghia.
La Carrozzeria Ghia ou Ghia est une entreprise de design industriel, et un des plus anciens carrossiers automobiles italiens, créé en 1915 à Turin par Giacinto Ghia (en), actuelle propriété de Ford depuis 1973,.

## Histoire
Giacinto Ghia naît à Turin en 1887, où il devient pilote d'essai chez Rapid (en) et Diatto, avant de se blesser grièvement en 1915. Il fonde alors son entreprise de carrosserie « Carrozzeria Ghia & Gariglio » à Turin, avec son partenaire Gariglio, pour créer et fabriquer des carrosseries en aluminium de voiture de sport de compétition, pour Alfa Romeo, Fiat, et Lancia. Il disparaît en 1944, à l'age de 56 ans, durant la reconstruction de ses ateliers bombardés en 1943 par les Alliés de la Seconde Guerre mondiale. 

Quelques modèles emblématiques
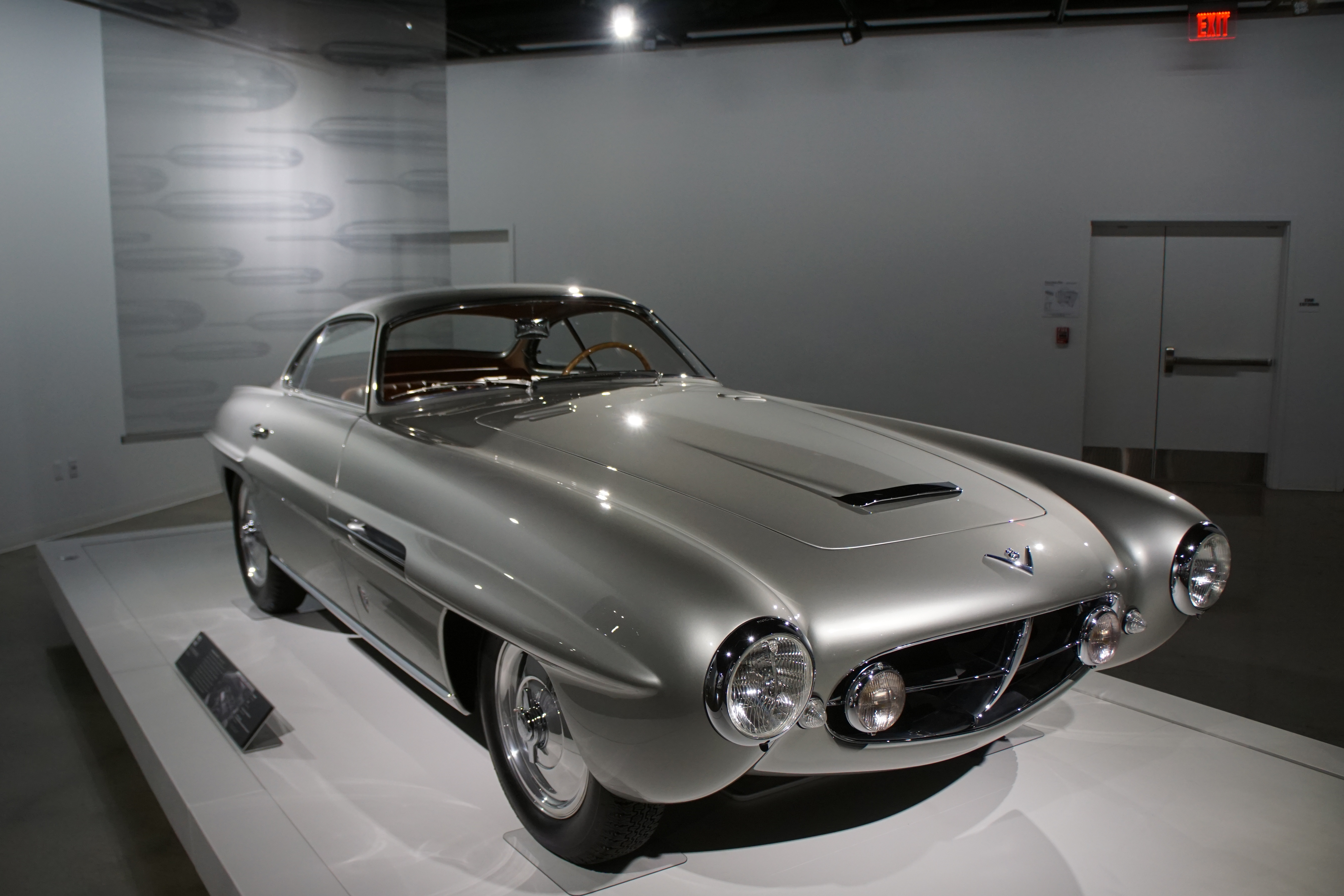
Fiat 8V Supersonic (1952)
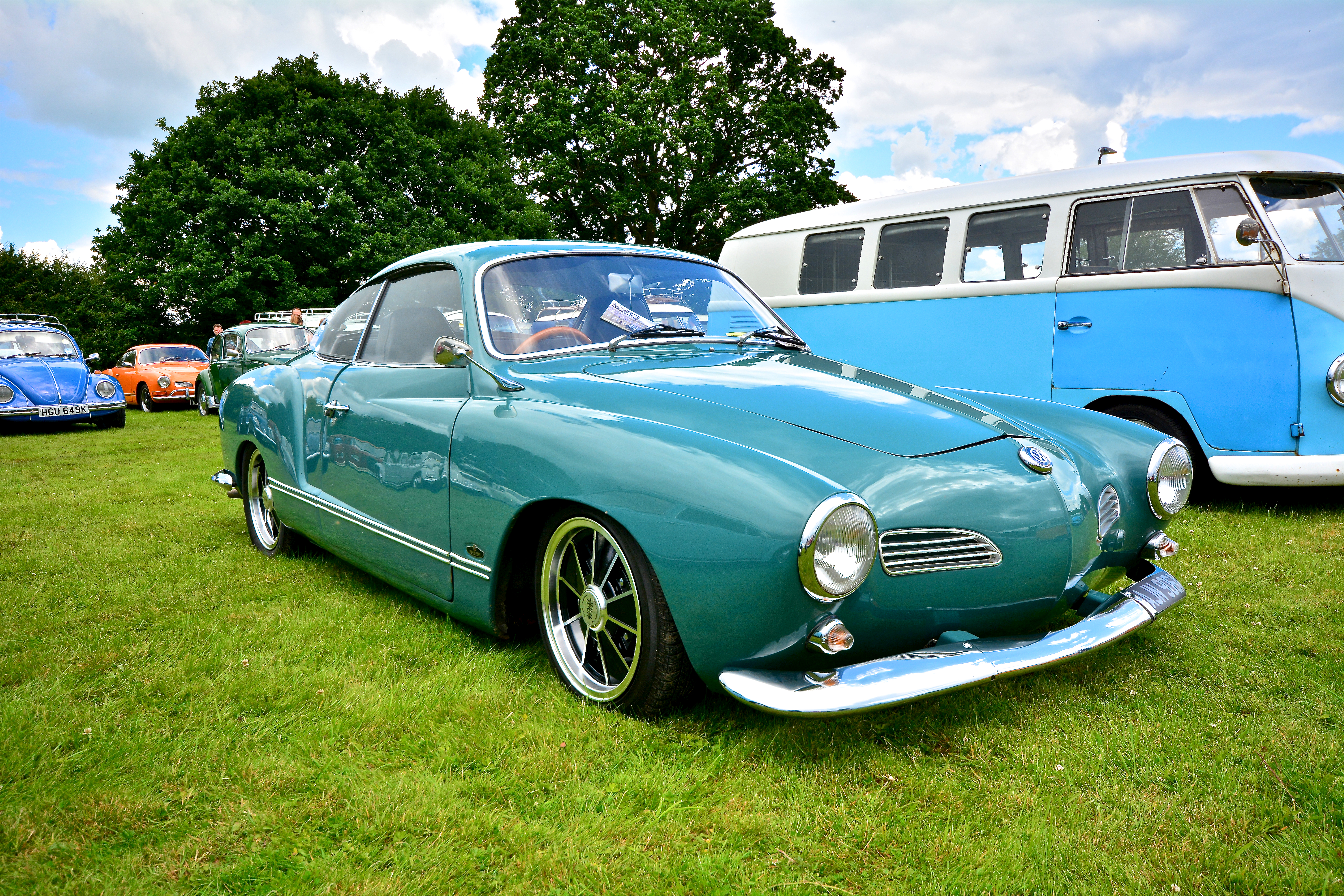
Volkswagen Karmann Ghia (1955)
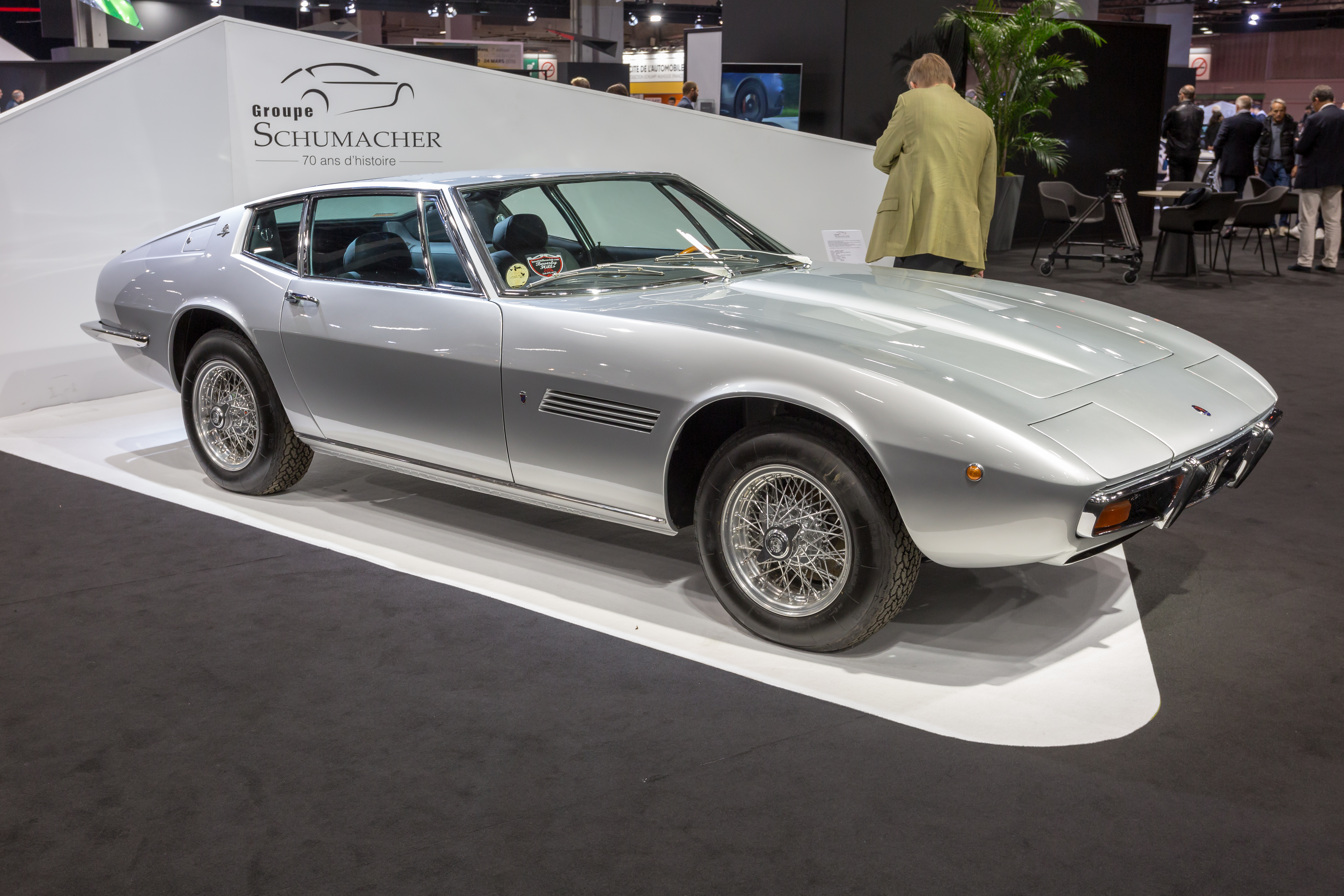
Maserati Ghibli I (1966)

L'affaire est alors reprise par plusieurs de ses collaborateurs, en conservant le nom de son fondateur, dont le designer Mario Boano, pour créer entre autres plusieurs modèles de Ferrari entre 1950 et 1956.

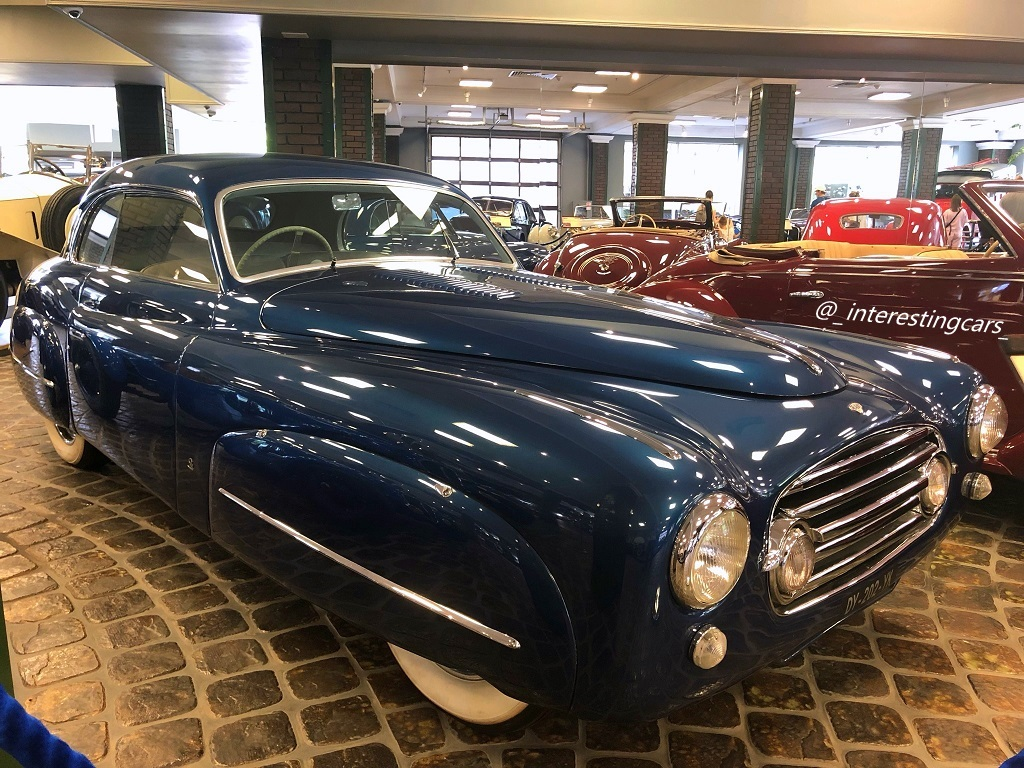
Delahaye Type 135MS Ghia (1948)
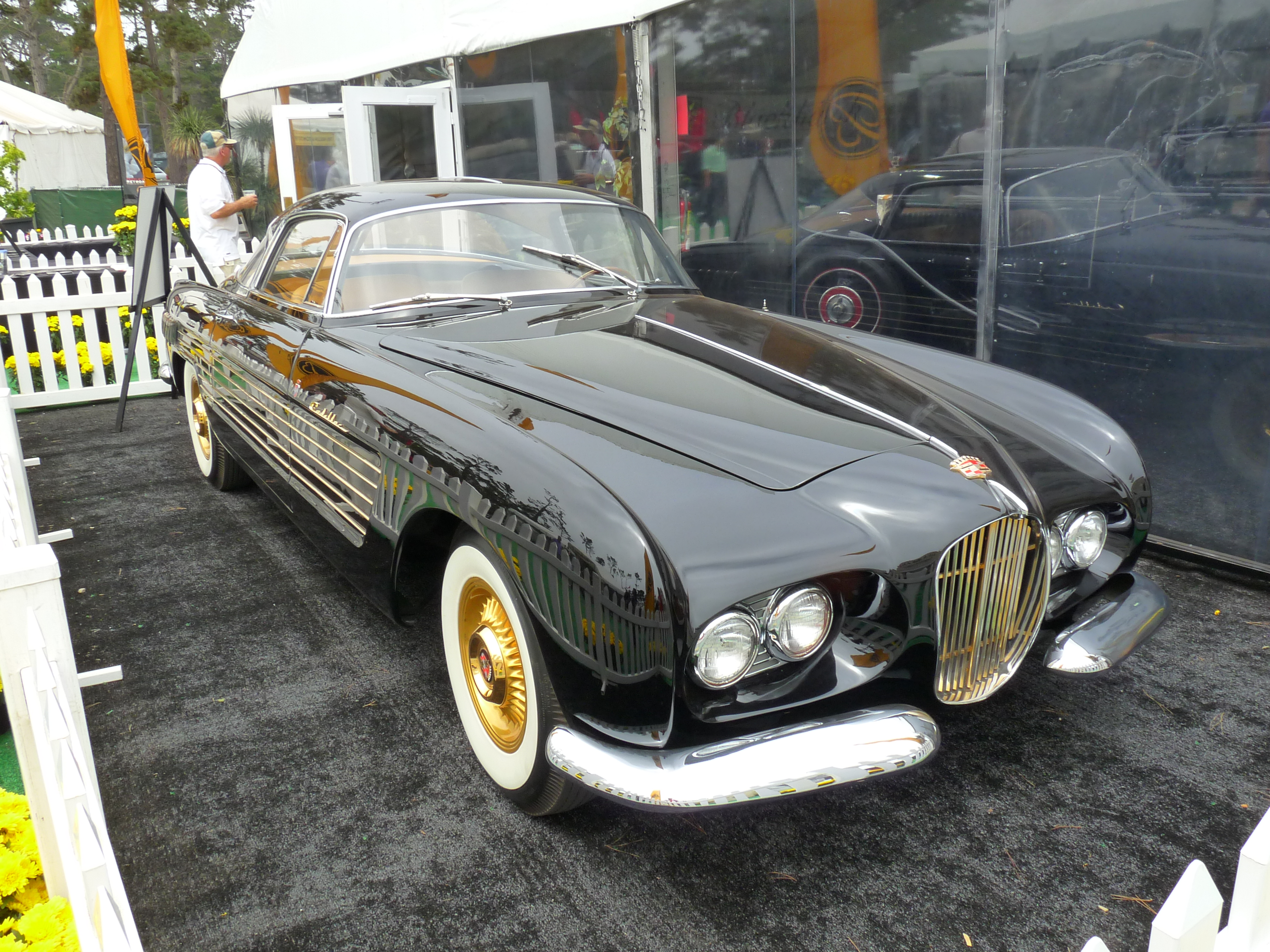
Cadillac Série 62 Ghia (1953)
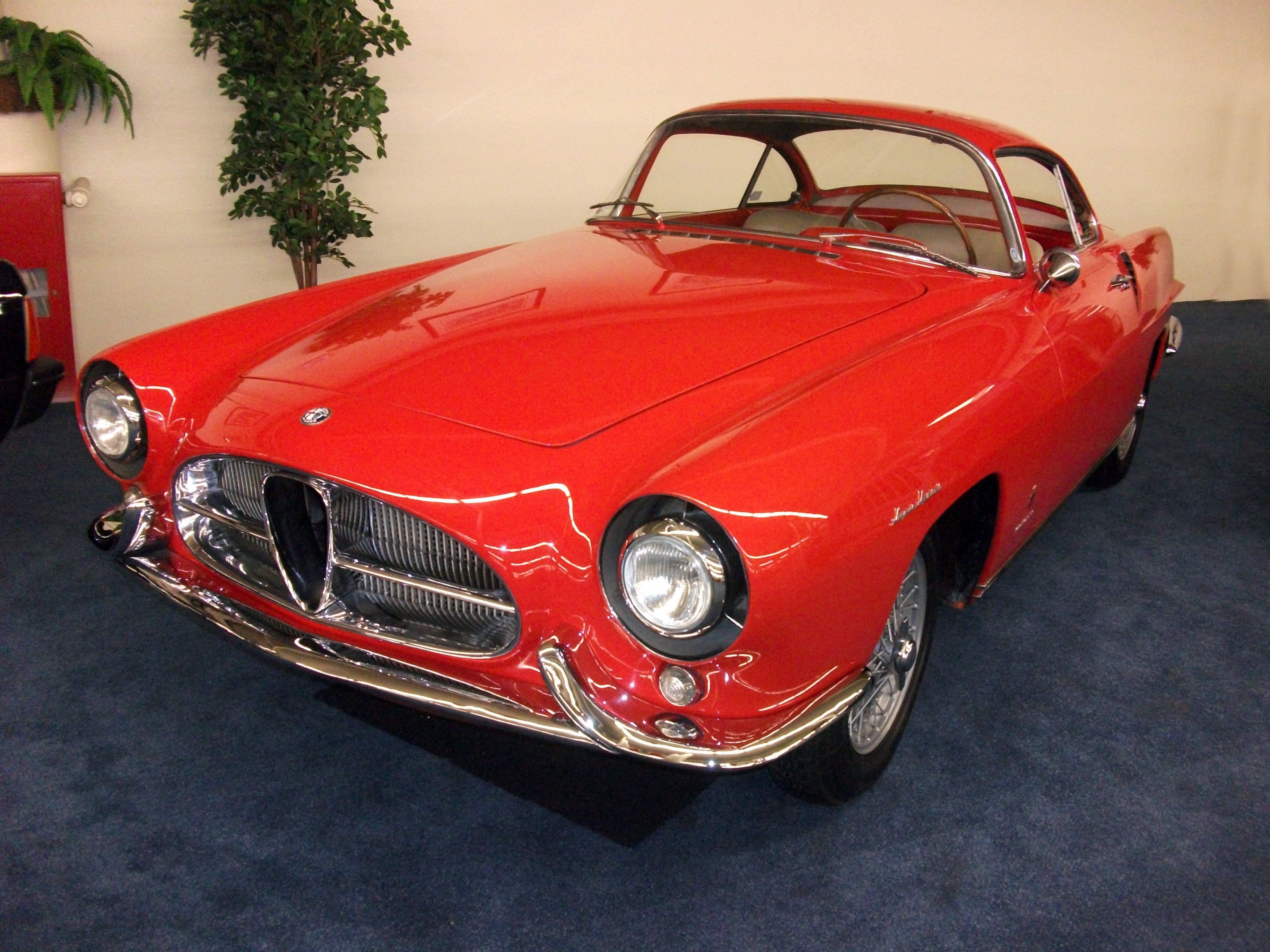
Alfa Romeo 1900 SS Ghia (1954)
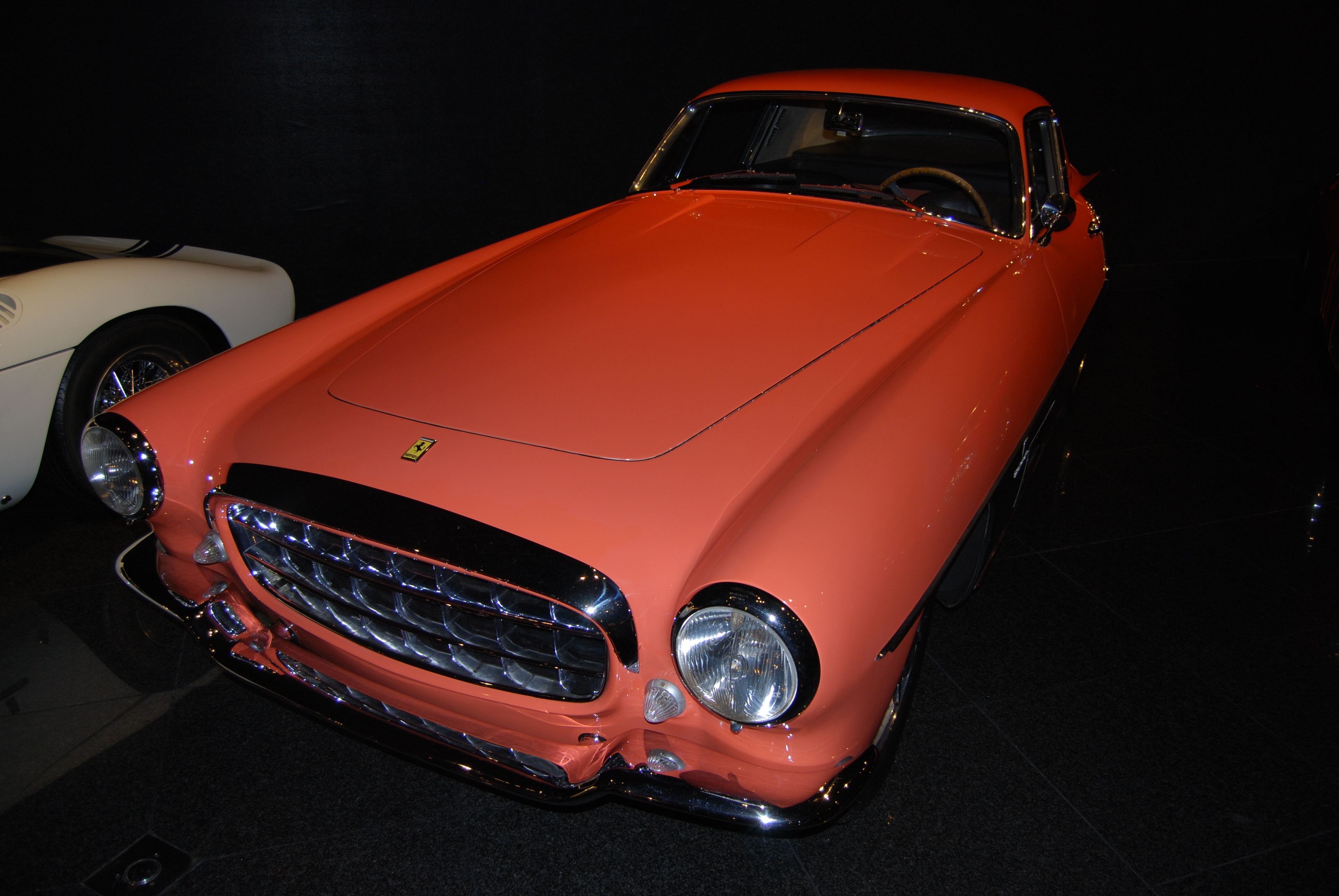
Ferrari 375 MM Ghia (1954)
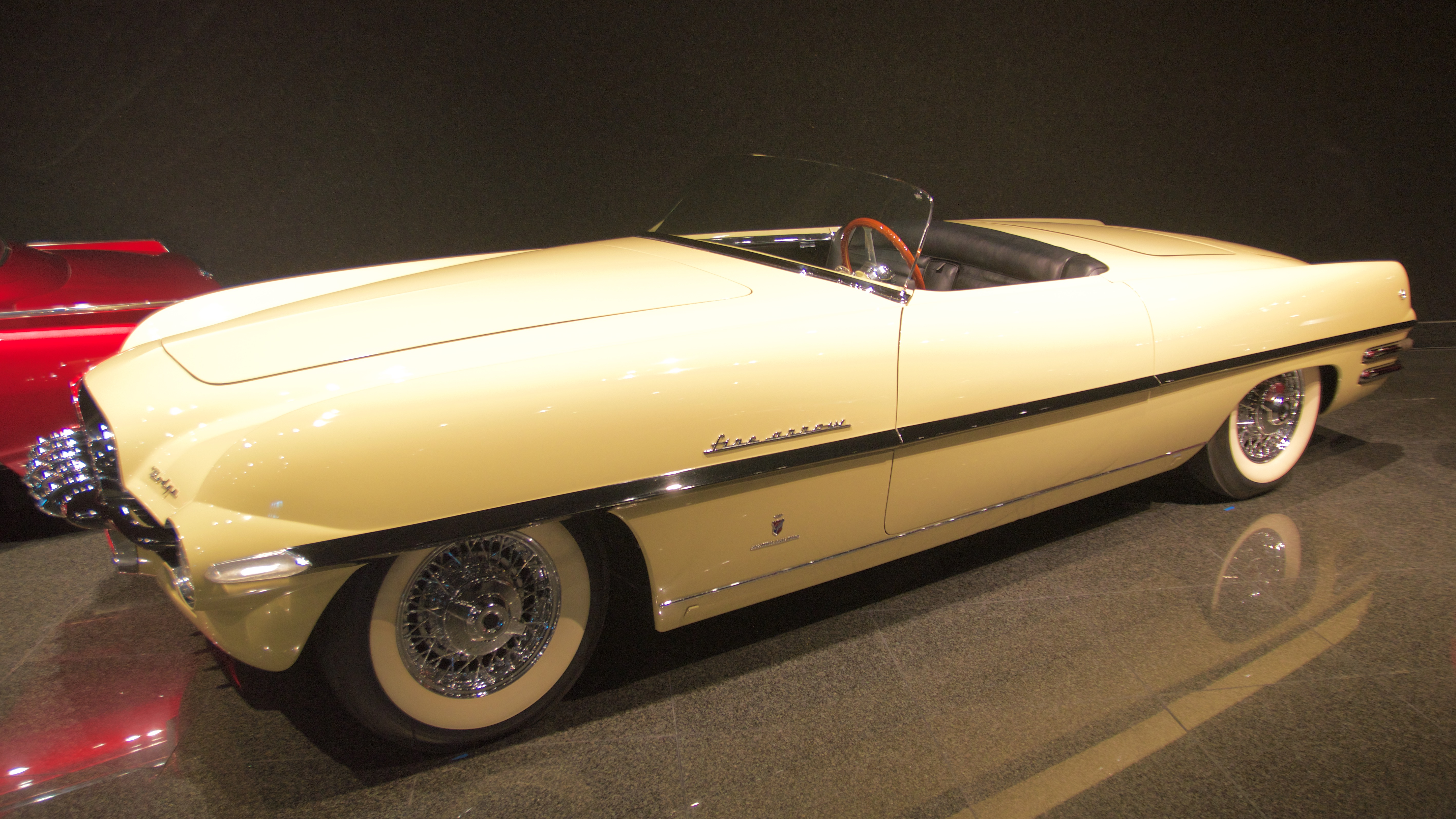
Dodge Firearrow II (1954)

Ghia signe un important contrat de collaboration en 1951 avec Virgil Exner, chef-designer américain du groupe Chrysler (Big Three de l’automobile américaine), pour créer durant 15 ans des nombreux modèles de série et concept cars à titre d'études de style, avec en particulier les Chrysler Ghia Special Coupe (1951), Chrysler K310 (1951), Imperial Crown Ghia Limousine (1952), Chrysler D'Elegance (1952), Dodge Firearrow (1954), Lincoln Futura (1954), Plymouth Explorer (1954), Chrysler Falcon (1955), Chrysler Norseman (1956), Dual-Ghia (en) (1956), Plymouth XNR (1960), Ghia L6.4 (1962), Chrysler Turbine (1963), Ghia 450 (1967), Stutz Blackhawk (1971)...

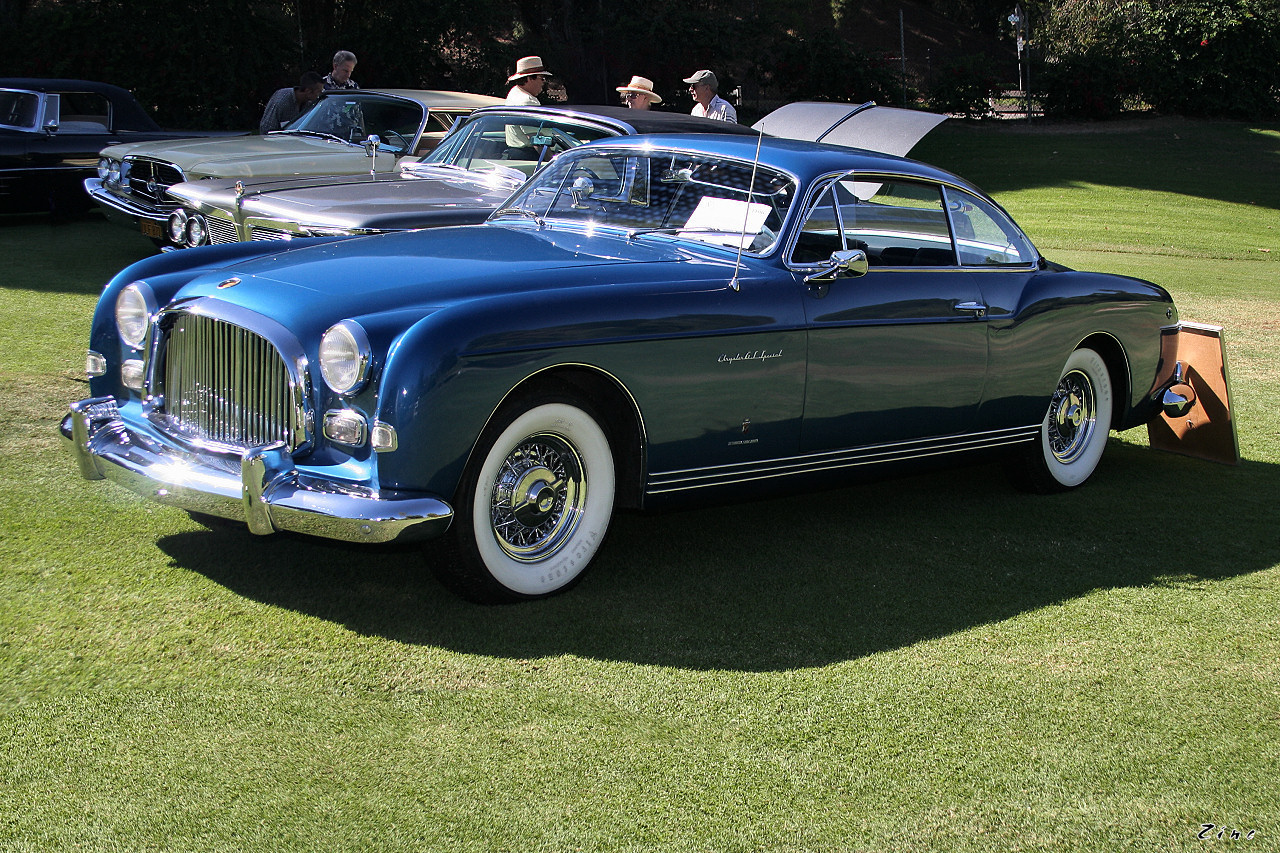
Chrysler Ghia Special Coupe (1951)
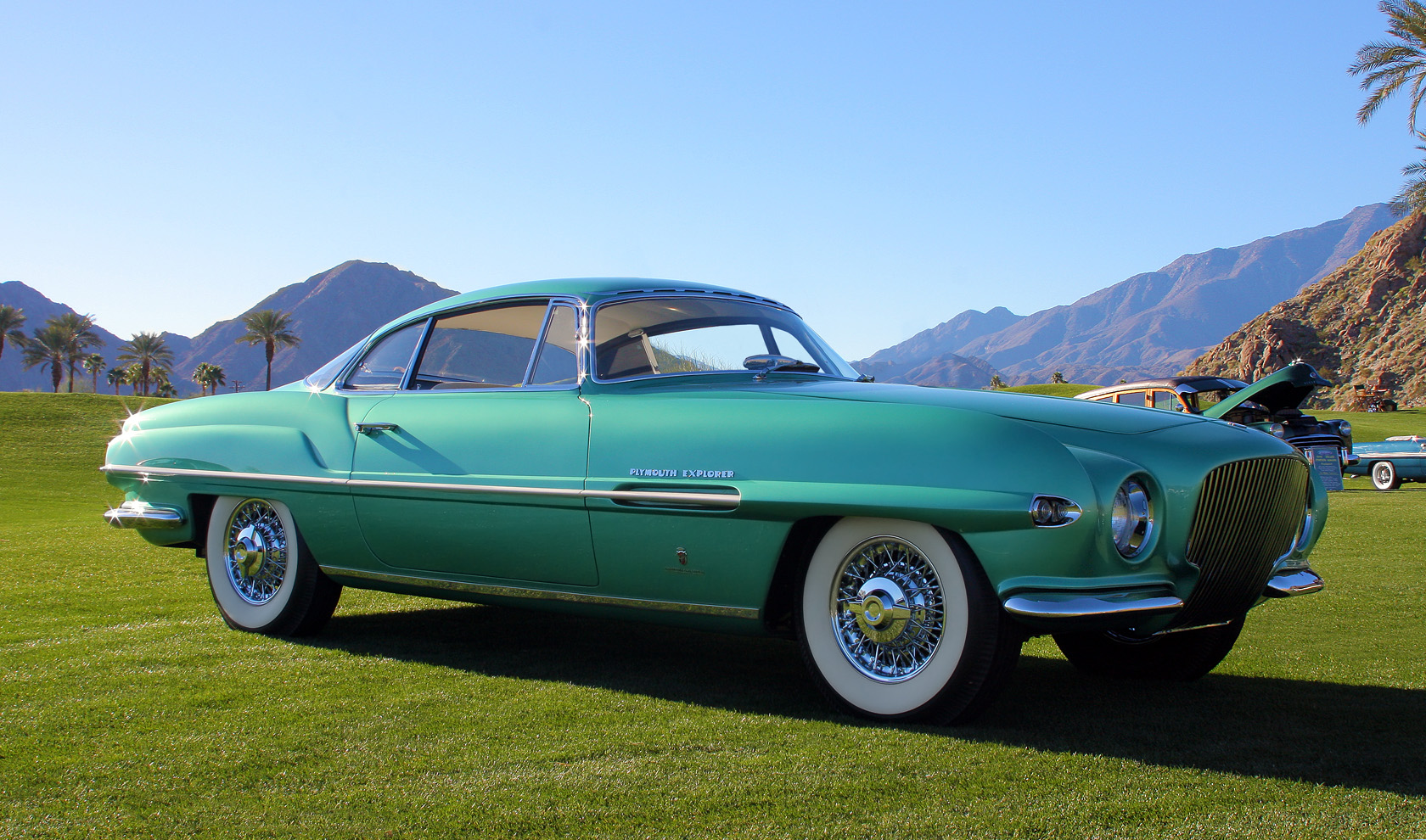
Plymouth Explorer (1954)
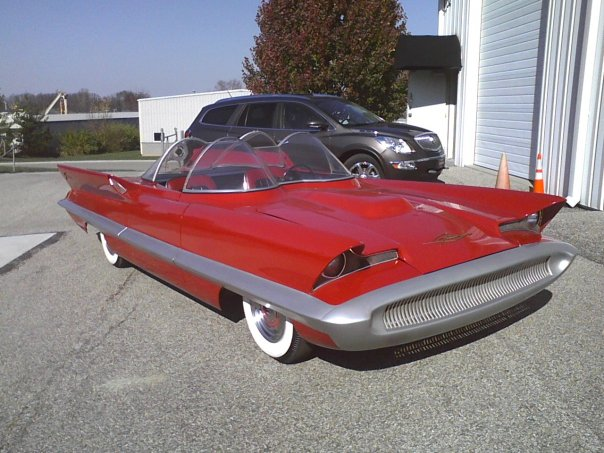
Lincoln Futura (1955)
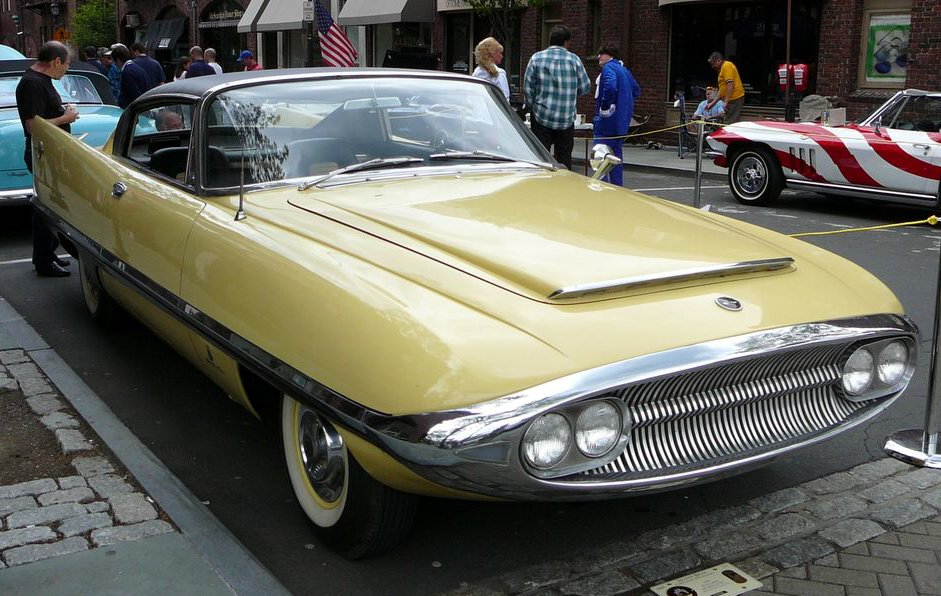
Dual-Ghia (en) (1958)
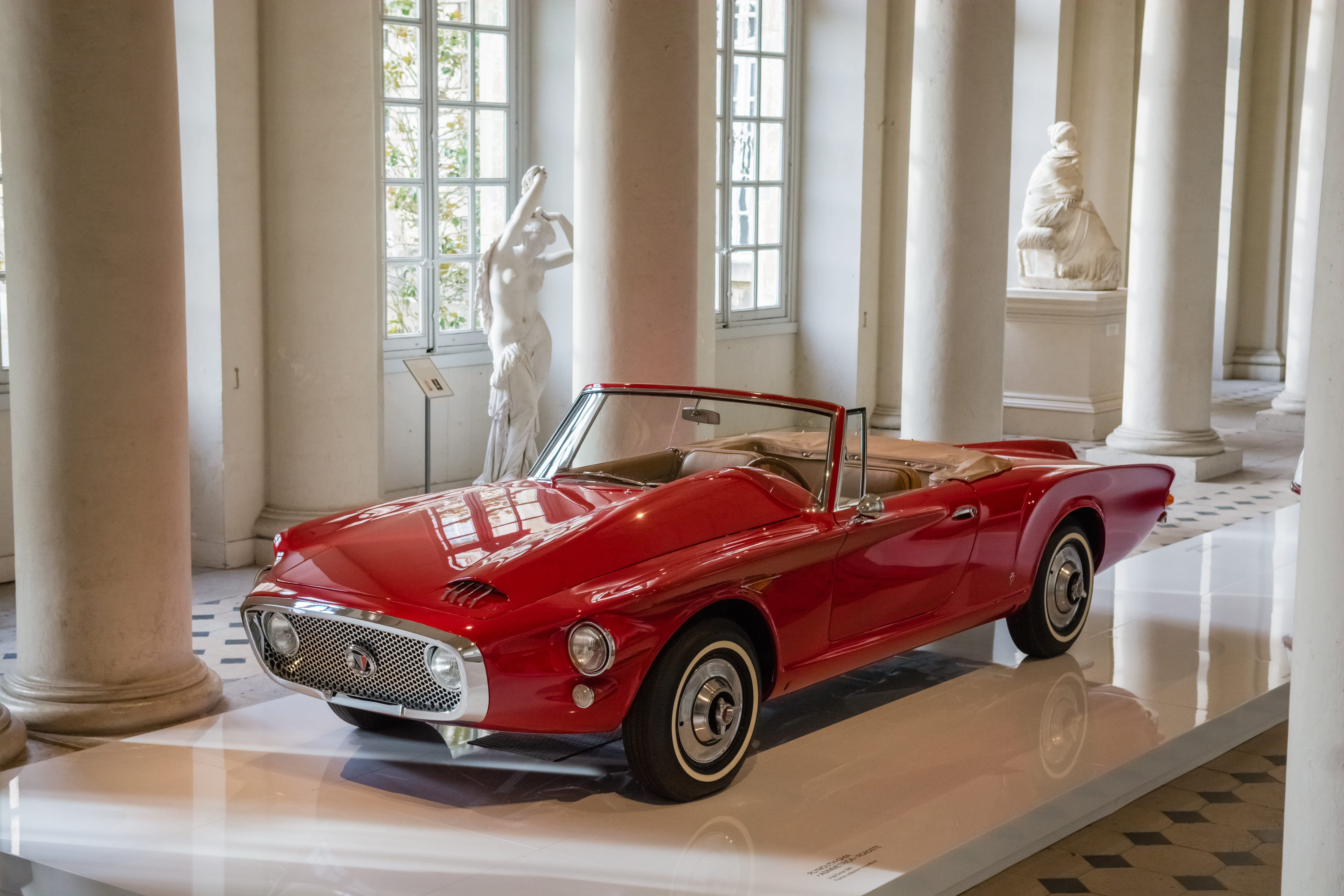
Plymouth XNR Ghia (1961)
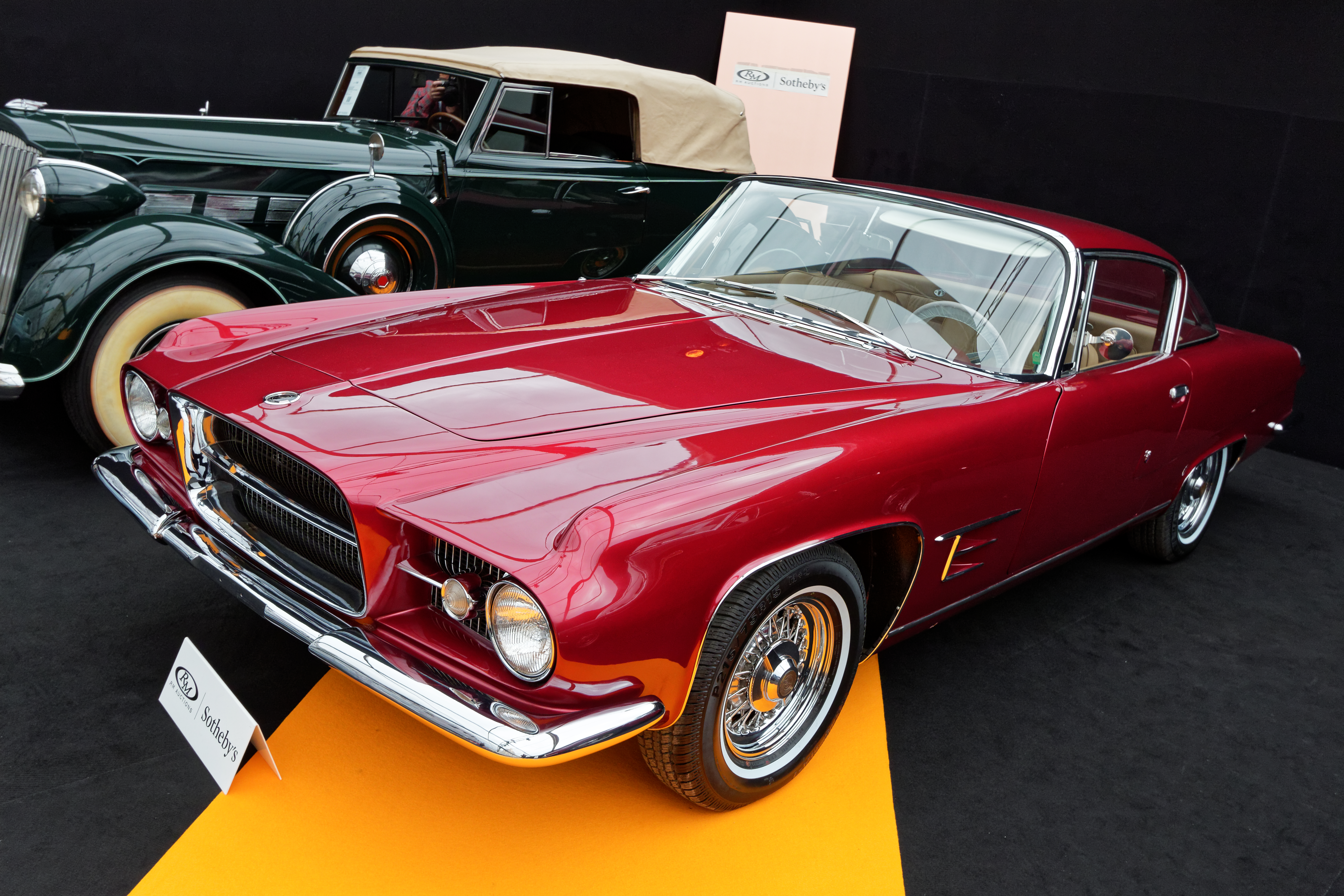
Ghia L6.4 (1962)
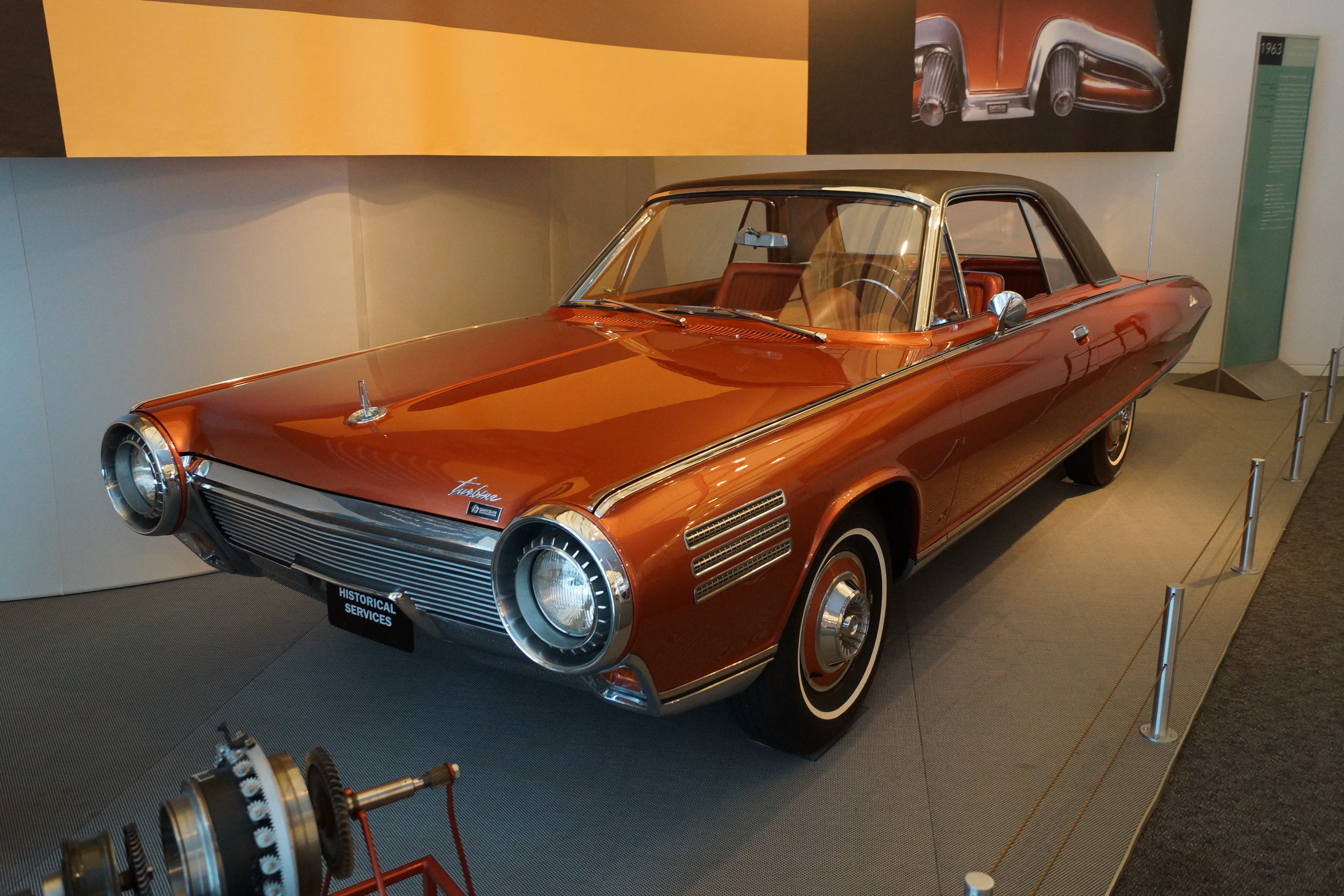
Chrysler Turbine (1963)
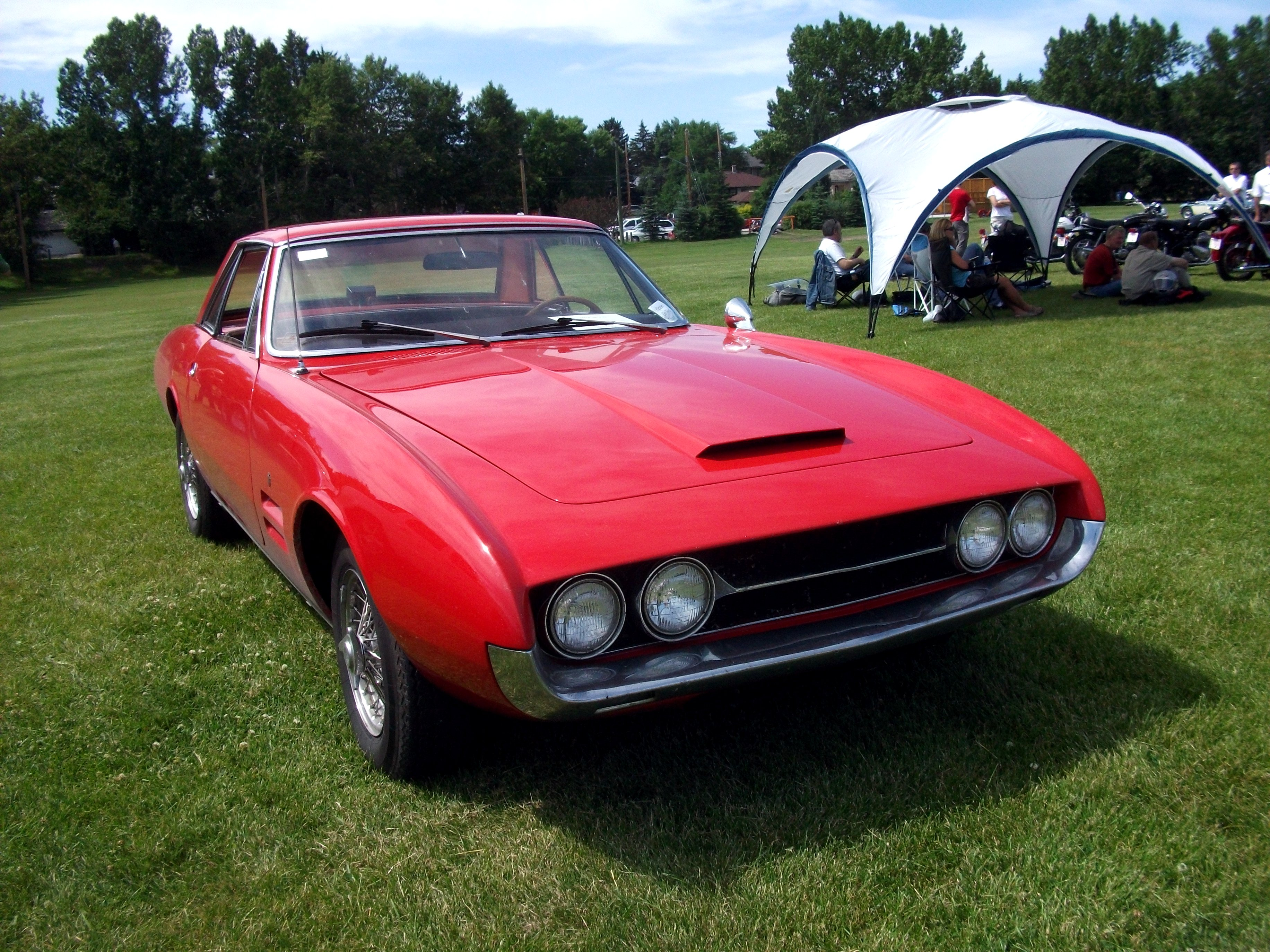
Ghia 450 SS (1967)

Le chef-designer Luigi Segre (en) de Ghia créé la Volkswagen Karmann Ghia en 1953, premier modèle de voiture coupé Volkswagen, dérivé de la Volkswagen Coccinelle, assemblé sous licence par Karmann en Allemagne. 

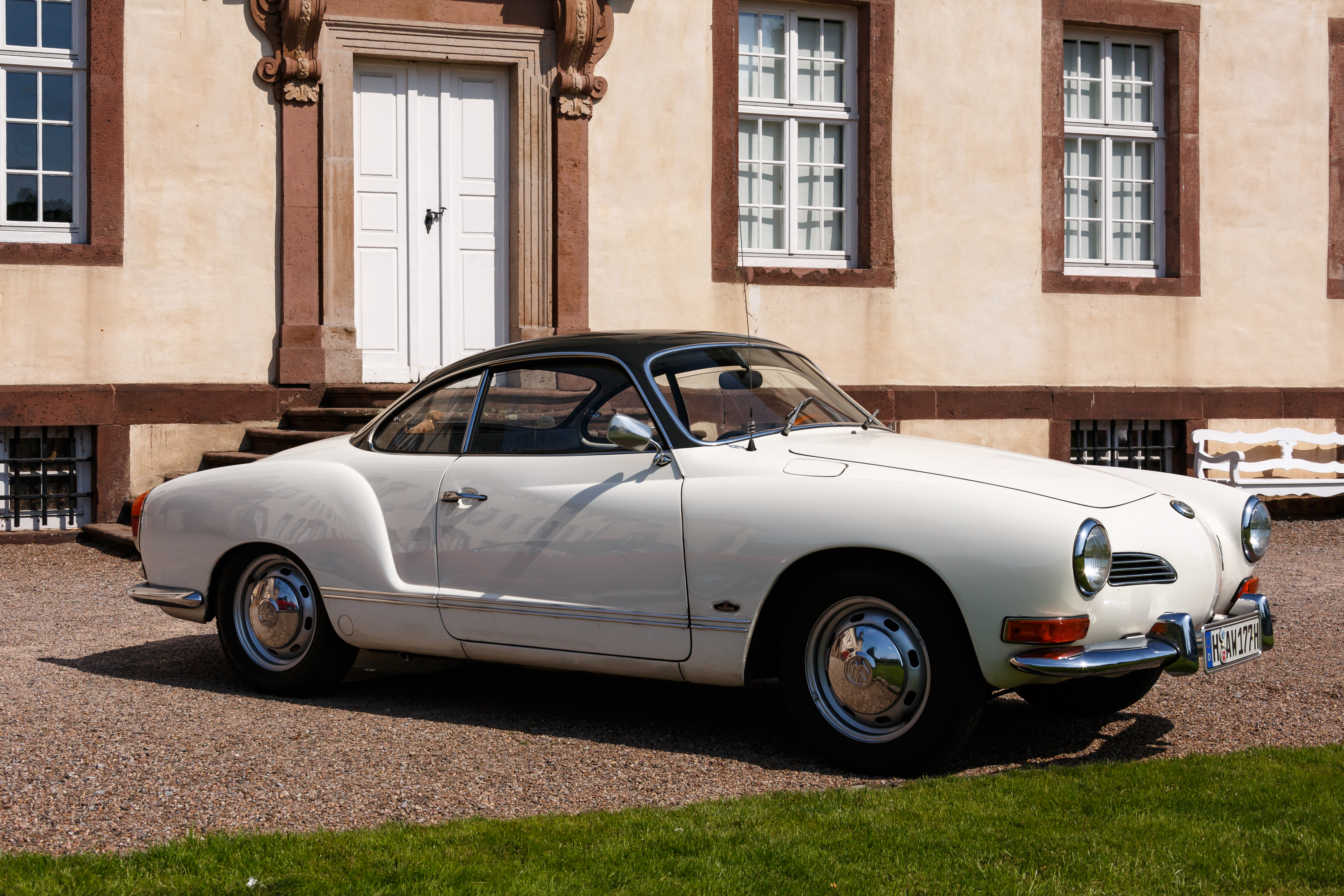
Volkswagen Karmann Ghia (1953)
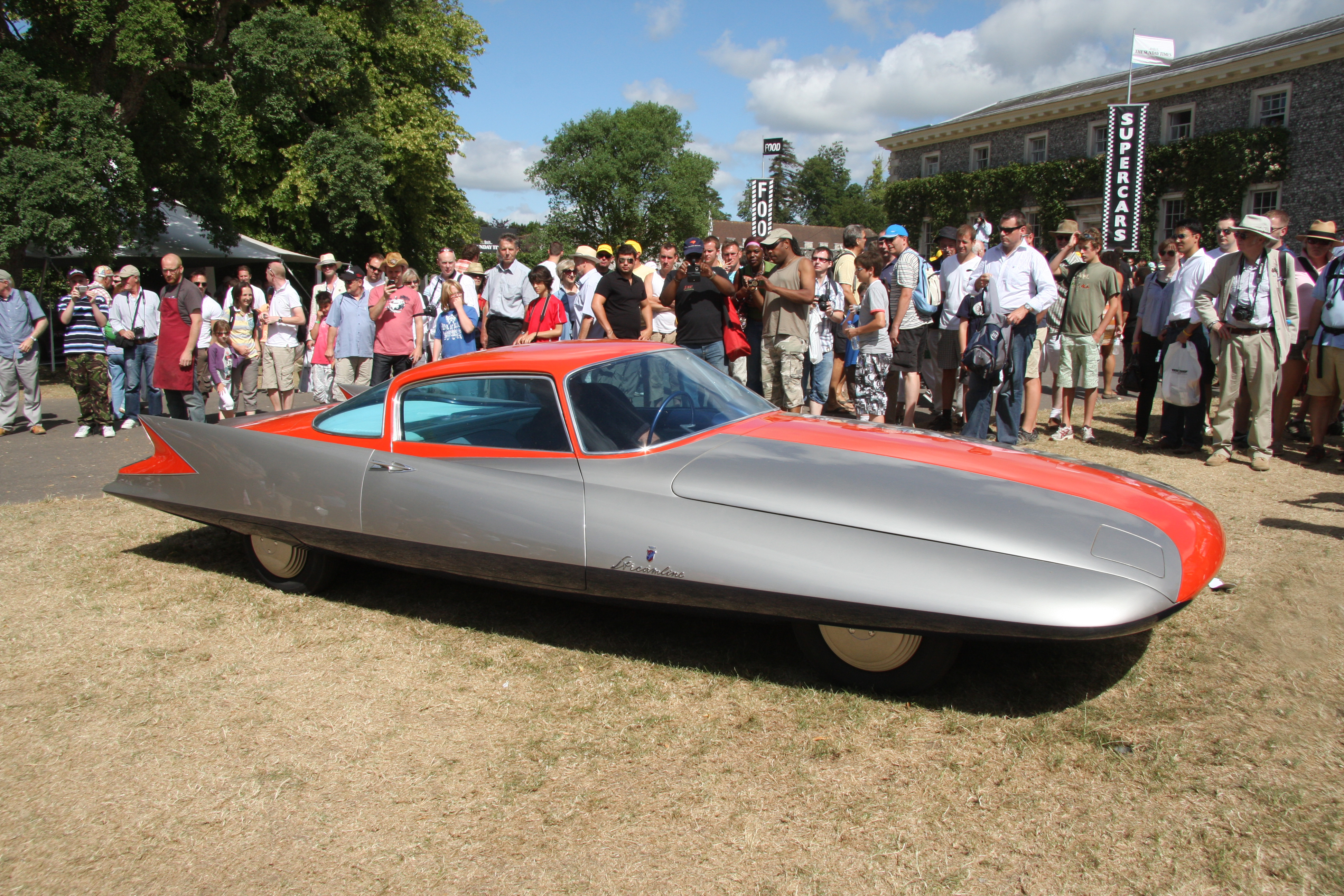
Ghia Gilda Streamline X Coupé (1955)
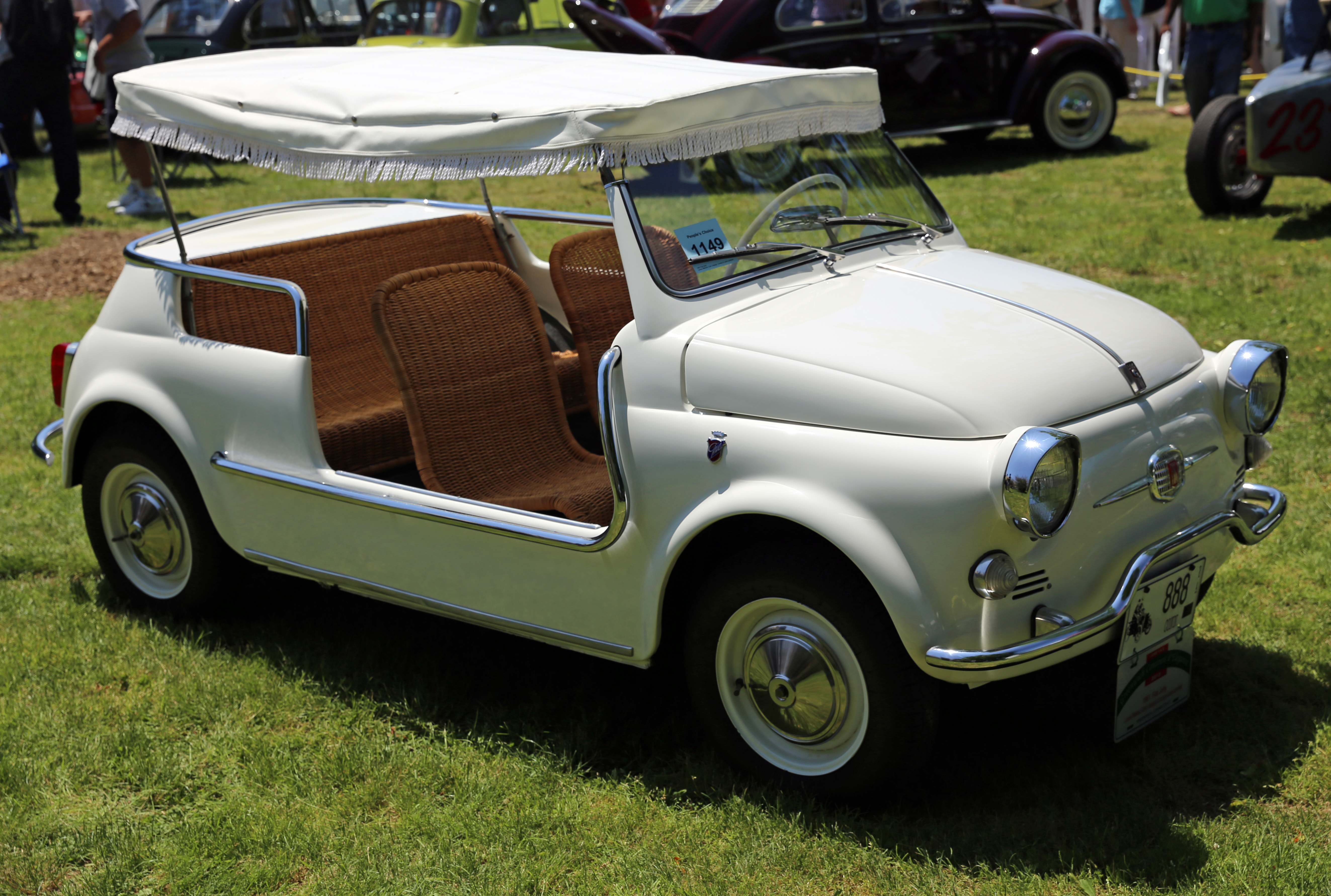
Fiat 500 Ghia Jolly (1957)
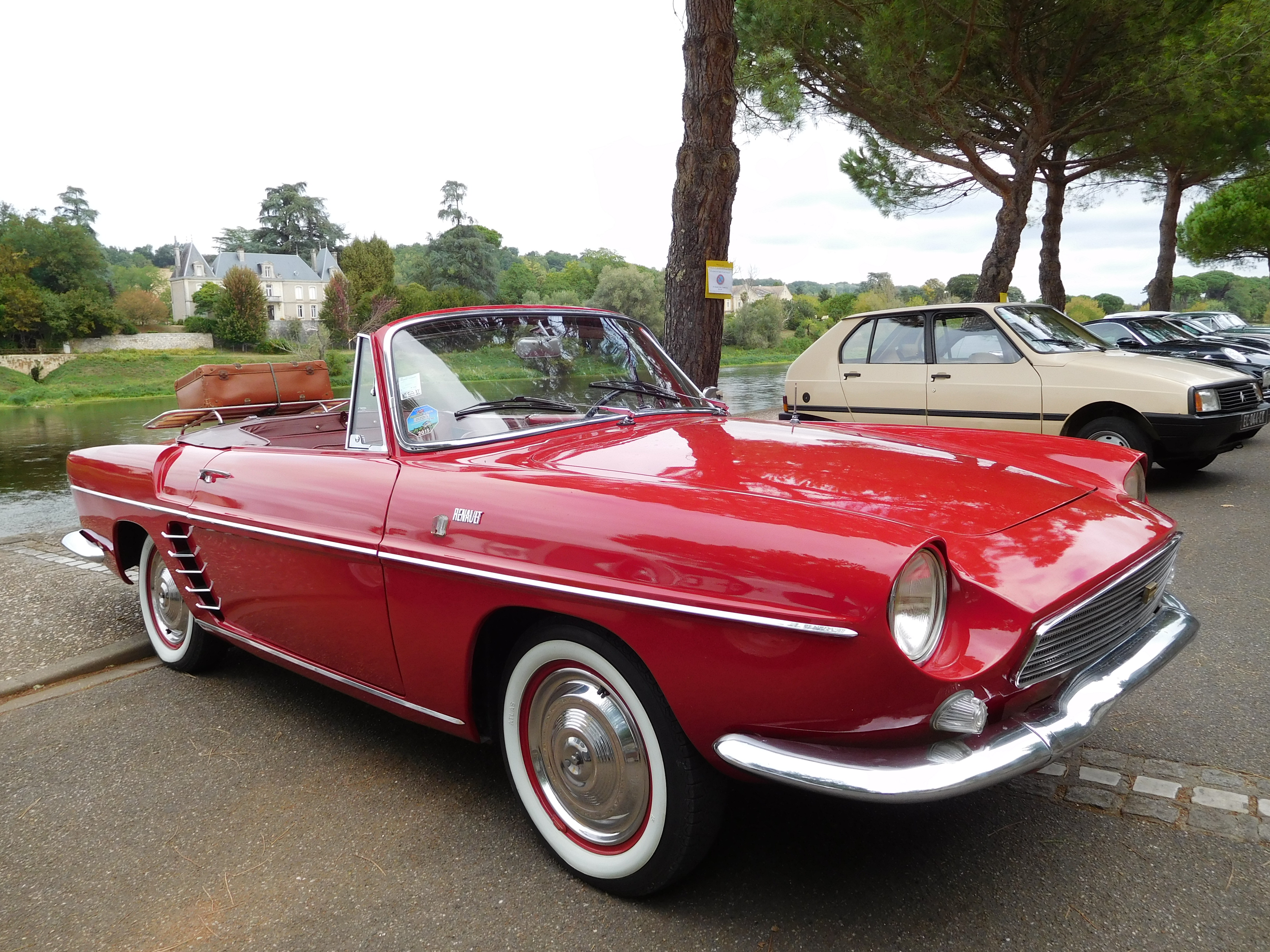
Renault Floride et Caravelle (1958)

De nombreux modèles Ghia ont marqué leurs époques, dont les Delahaye Type 135MS Ghia (1948), Cadillac Série 62 Ghia (1953), Alfa Romeo 1900 supersonic Ghia (1954), Alfa Romeo Giulietta (de Mario Boano, avec Franco Scaglione de Bertone, 1954), Dodge Firearrow (1954), Ghia Gilda Streamline X Coupé (1955), Renault Dauphine (participation, 1956), Fiat 500 Ghia Jolly (1957), Renault Floride et Caravelle (du designer Pietro Frua, 1958), Volvo P1800 (1961), Fiat Ghia 1500 GT (1962), Maserati Ghibli I (1966), Aston Martin Lagonda Vignale (en) (1991),,...

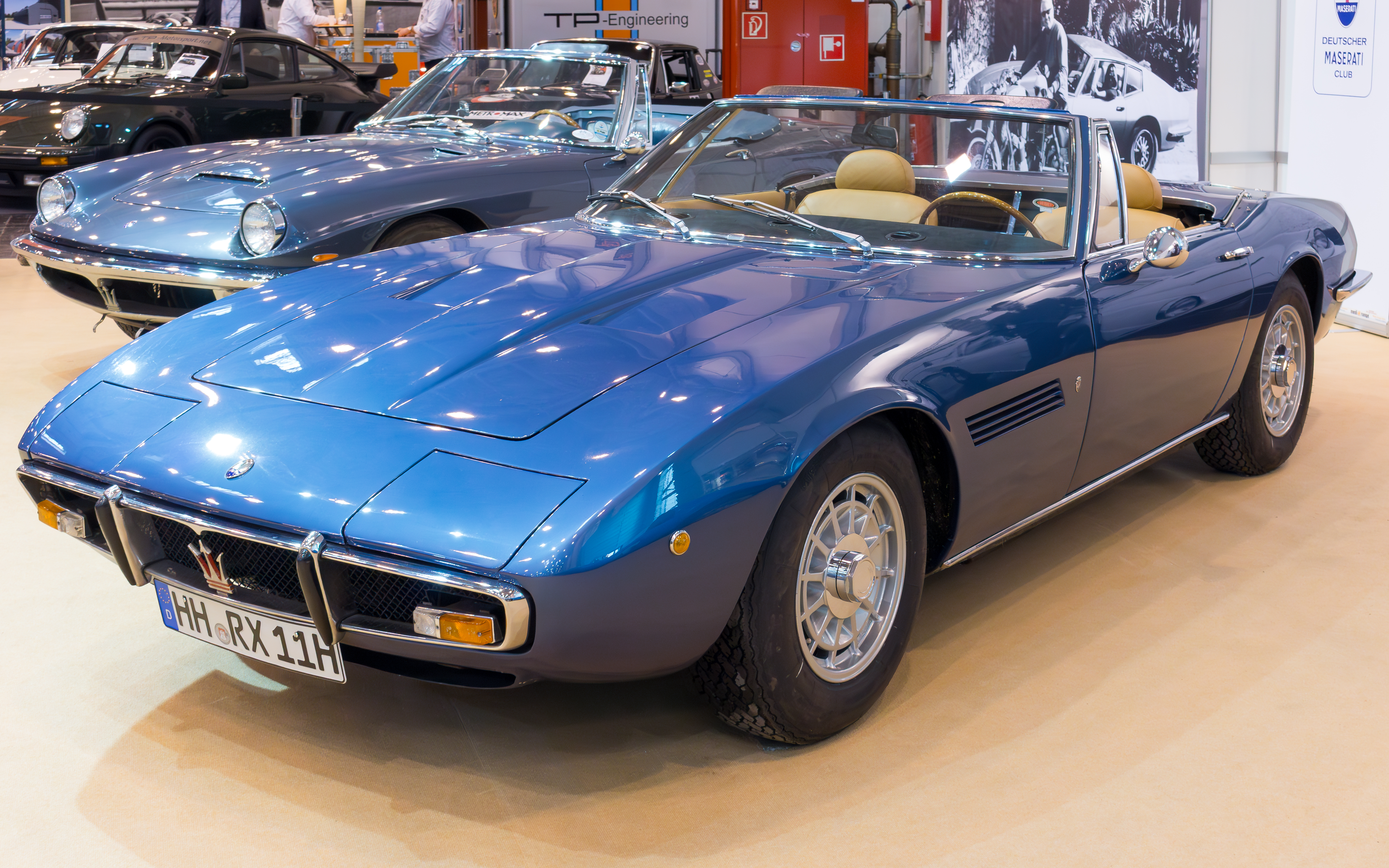
Maserati Ghibli I Spyder (1966)
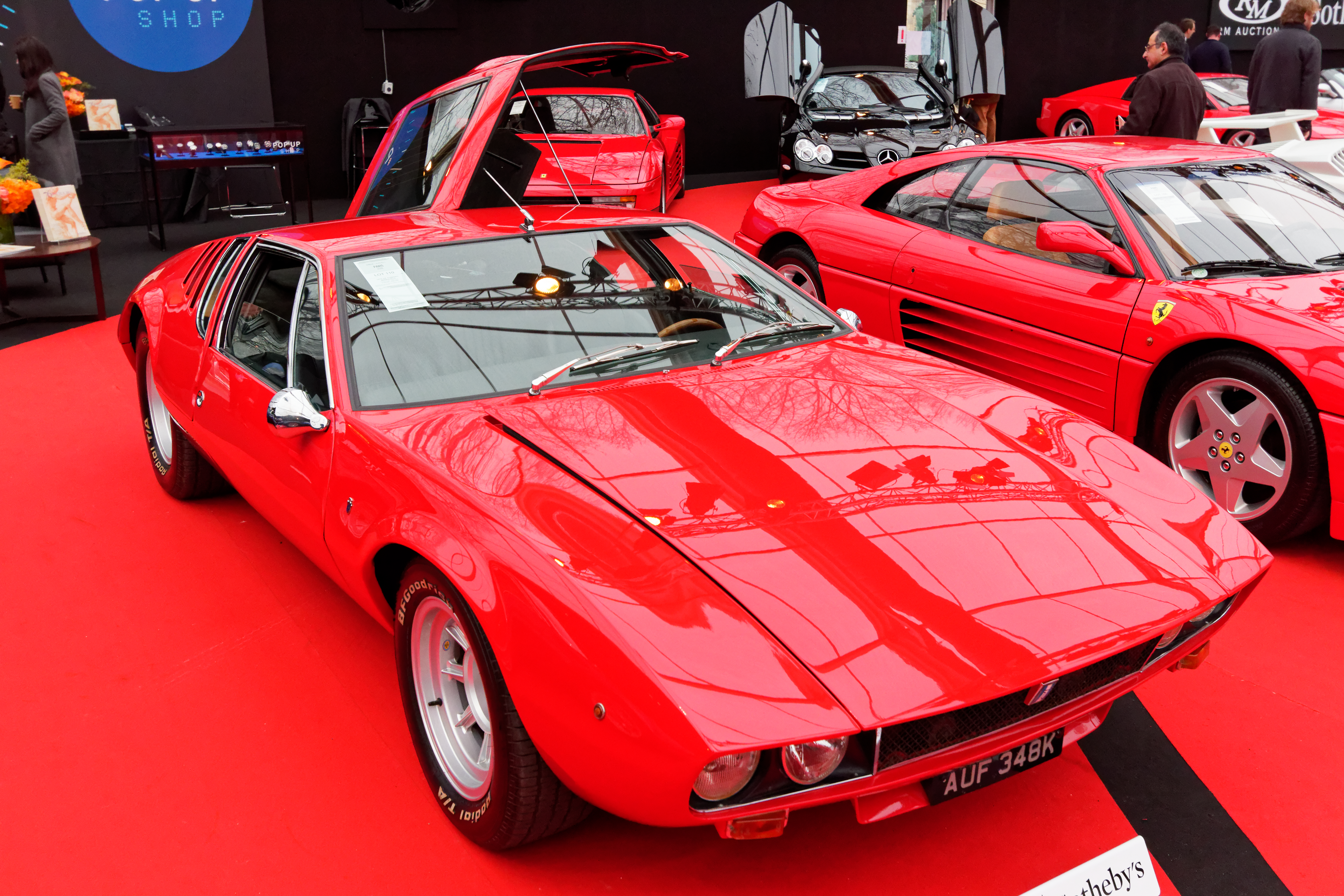
De Tomaso Mangusta (1967)
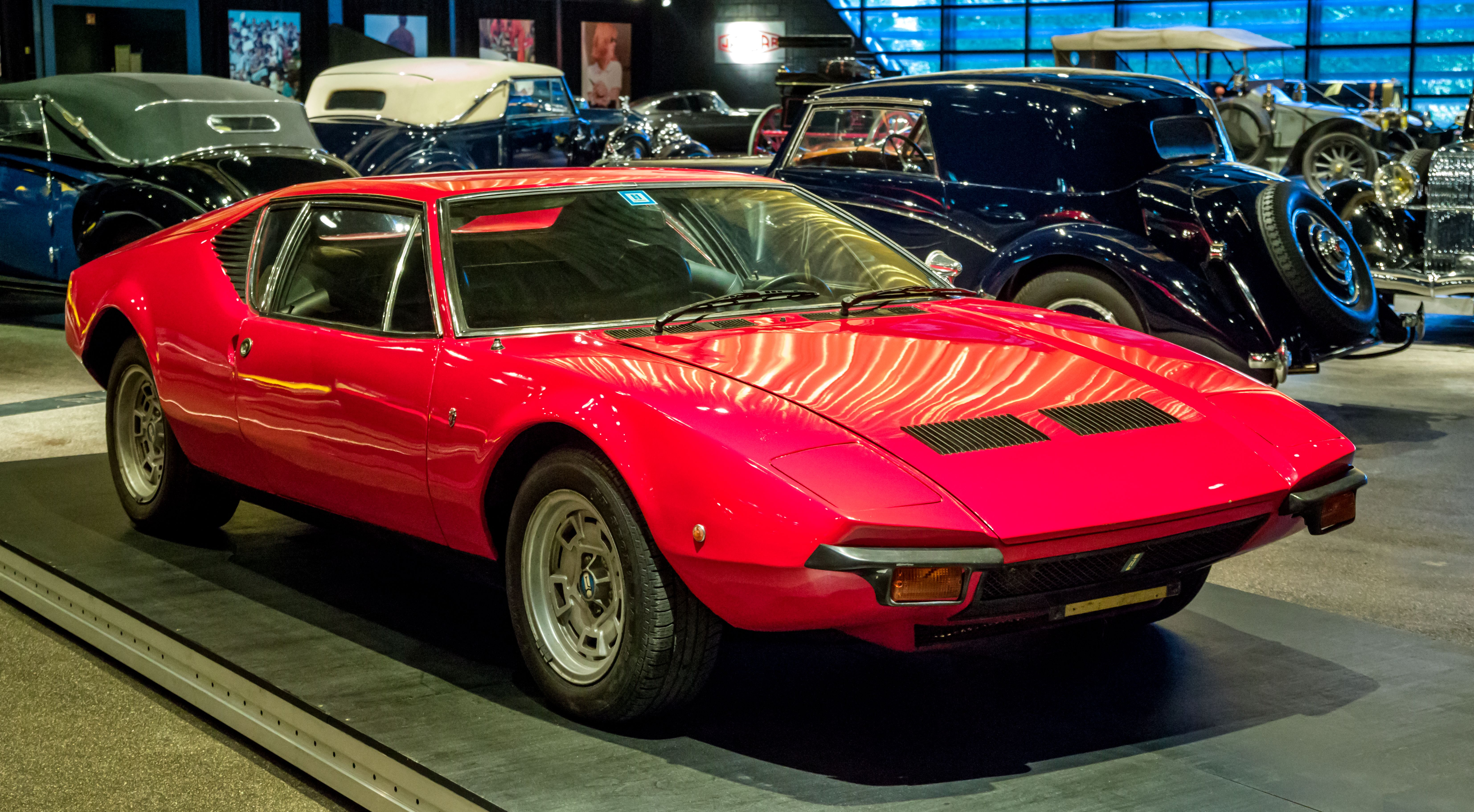
De Tomaso Pantera (1971)
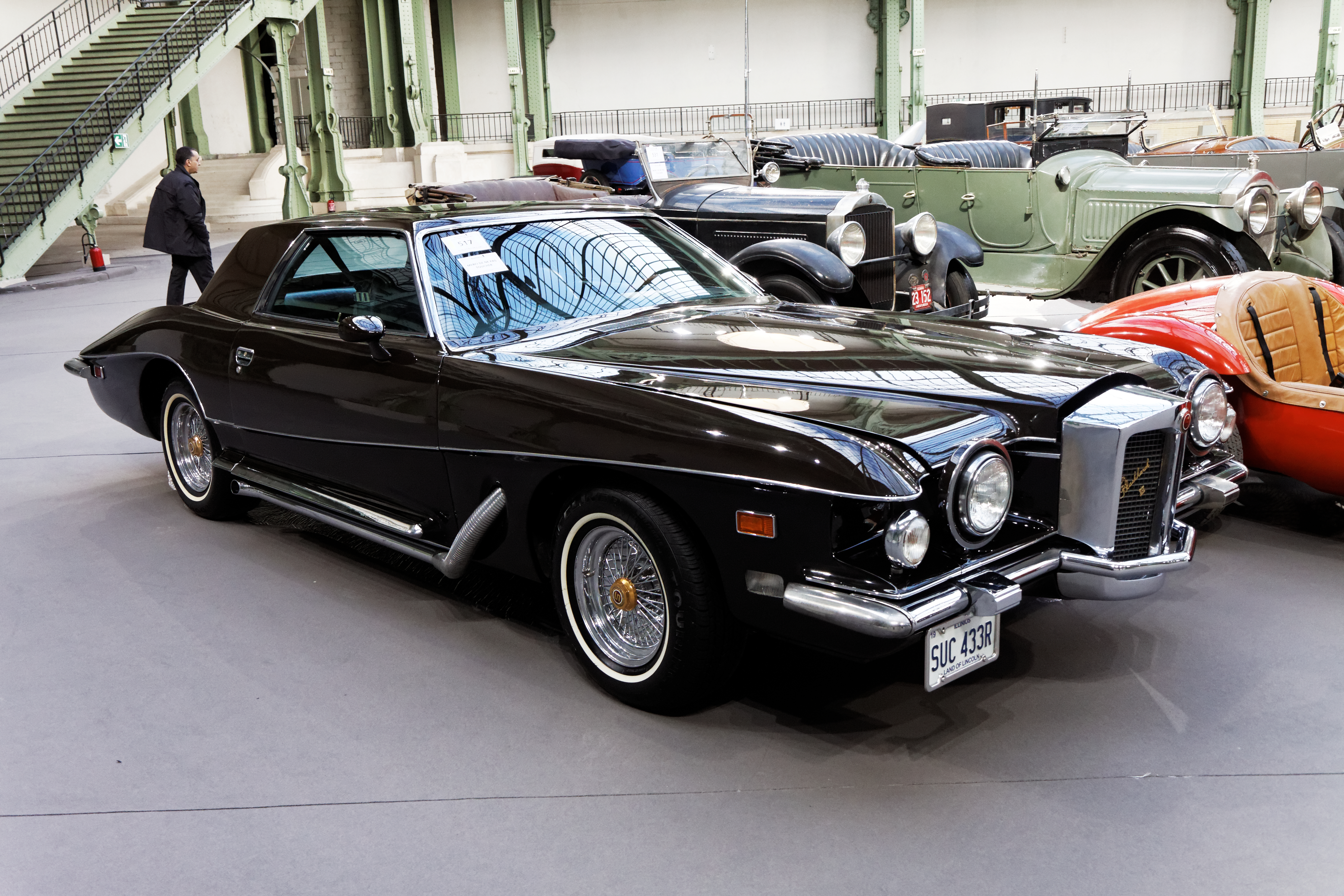
Stutz Blackhawk (1971)

Alejandro de Tomaso (PDG fondateur de De Tomaso) rachète l'entreprise en 1967, ainsi que Carrozzeria Vignale en 1969, pour créer en particulier ses De Tomaso Mangusta (1967), De Tomaso Deauville (1970), et De Tomaso Pantera (1971), des designers Giorgetto Giugiaro et Tom Tjaarda. Il revend les deux entreprises en 1973 à Ford, pour contribuer à la création jusqu'à ce jour de sa ligne de style « New Edge (en) Design » ou « Ford Kinetic Design (en) » et pour démarquer des modèles haut de gamme à la finition luxueuse de sa production.

## Quelques chef-designers Ghia
Mario Revelli de Beaumont, Mario Boano, Luigi Segre (en), Pietro Frua, Giovanni Savonuzzi (en), Giorgetto Giugiaro, Tom Tjaarda...